# Michael Andrew Law
Michael Andrew Law ( chinês : 羅卓睿 ; nascido Law Cheuk Yui 13 de novembro de 1982 em Hong Kong ) é um artista contemporâneo de Hong Kong, pintor , produtor de cinema , negociante de arte e proprietário da Galeria Michael Andrew Law em Hong Kong.